# Anthyllis vulneraria subsp. iberica
Anthyllis vulneraria subsp. iberica é uma subespécie de planta com flor pertencente à família Fabaceae. 
A autoridade científica da subespécie é (W.Becker) Jalas ex Cullen, tendo sido publicada em Notes Roy. Bot. Gard. Edinburgh 35: 32 (1976).

## Portugal
Trata-se de uma subespécie presente no território português, nomeadamente em Portugal Continental.
Em termos de naturalidade é nativa da região atrás indicada.

## Protecção
Não se encontra protegida por legislação portuguesa ou da Comunidade Europeia.